# Kruppsee
Der Kruppsee ist ein See im Duisburger Stadtbezirk Rheinhausen. Der See ist ein Baggersee, der durch Auskiesung seitens der Fa. Krupp Rheinhausen entstand und ursprünglich Friemersheimer Baggerloch genannt wurde. Er ist 13,4 Hektar groß, maximal 7 Meter tief und wird als Badesee zusammen mit einem klassischen, beheizten Freibadschwimmbecken benutzt. Das Ufer des Kruppsees fällt relativ steil ab, der Badebereich ist mit Kette und Bojen abgetrennt, der Bereich dahinter steht teilweise unter Naturschutz inklusive der kleinen, baumbewachsenen Insel mitten im See. 
Freibad und See gehören der Stadt Duisburg, der Schwimmverein Rheinhausen 1913 hat die Badebereiche seit 1987 übernommen und betreut sie auch mit einer Bademeisteraufsicht von Anfang Mai bis Anfang September täglich von 9 bis 19 Uhr. Der Schwimmverein war bereits 1914 von der Firma Krupp als erster Betreiber des Freibades beauftragt worden. Die Geschichte des Kruppsees über Erstem und Zweitem Weltkrieg und Wiederaufbau bis in die heutige Zeit ist eng mit der Vereinsgeschichte verbunden. 
Neben dem Badebetrieb finden jährlich verschiedene Feiern, von der Eröffnungsfeier über den Kruppsee-Cup, Beachpartys und Wasserballveranstaltungen bis zum Erwin-Wittrien-Gedächtnisturnier statt. Daneben ist der ASC-Kruppsee (Angelsportclub Kruppsee Rheinhausen e.V.1924) ansässig.